# Misburger Hafen
Der Misburger Hafen ist ein Binnenhafen am Stichkanal Misburg des Mittellandkanales in Hannover, Niedersachsen.

## Lage
Der Misburger Hafen liegt etwa 9 km östlich des Stadtkernes von Hannover an der Grenze der Stadtteile Misburg-Nord und Misburg-Süd auf einer Höhe von 50,3 m ü. NN. Erreicht wird er über den Stichkanal Misburg, der bei km 171,6 Nord vom Mittellandkanal abzweigt. Rund 600 m nach dem Abzweig kommt zunächst eine Wendebucht für Schiffe bis zu 70 m Länge und nach etwa einem Kilometer beginnt die Umschlagslände Süd.
Bis dorthin ist der Hafen für Großmotorgüterschiffe mit einem Tiefgang bis zu 4 m ausgebaut. 

Mit kleineren Schiffen und Booten kann östlich weitergefahren werden. Bei km 2,3 Nord des Stichkanales liegt der Yachthafen für Kleinfahrzeuge und bei km 2,4 gabelt sich der Stichkanal in die Zufahrten zu den beiden Hafenbecken bei km 3,3 West und bei km 3,4 Ost.

## Geschichte
Der Misburger Hafen wird seit Anfang der 1910er Jahre betrieben und war damals vorübergehend der "Endhafen" des Mittellandkanales. Die Hannoversche Portland-Cementfabrik AG gründete für ihren Zementumschlag bereits 1912 die Misburger Hafenbetriebsgesellschaft, an der sich die damaligen Landkreise Hannover und Burgdorf und die Gemeinde Misburg beteiligten. Erster Geschäftsführer war bis 1929 Max Kuhlemann, sein Sohn Christian Kuhlemann wurde der Nachfolger.
Neben dem Eisenbahnanschluss hatte der Hafen seit 1917 auch einen Anschluss an das Netz der Straßenbahn Hannover. Die Üstra betrieb dort bis 1953 in großem Umfang Güterstraßenbahnen und schlug im Misburger Hafen neben Zement auch beachtliche Mengen an Zucker, Mehl und Kohle um.
Zunächst vor allem als Umschlagplatz für die örtliche Zementindustrie und andere Baustoffe gebaut, entwickelte sich der Hafen in den Folgejahren zu einem Logistikzentrum im trimodalen Verkehr Schiff/Schiene/Straße für die Region um Hannover, Braunschweig und Hildesheim. Neben Zement und Zusatzprodukten wurden hauptsächlich Schüttgut umgeschlagen.
Im Zuge des Weiterbaues des Mittellandkanales in südlicher Richtung wurde die Zufahrt zu einem nach Osten hin abzweigenden Stichkanal.

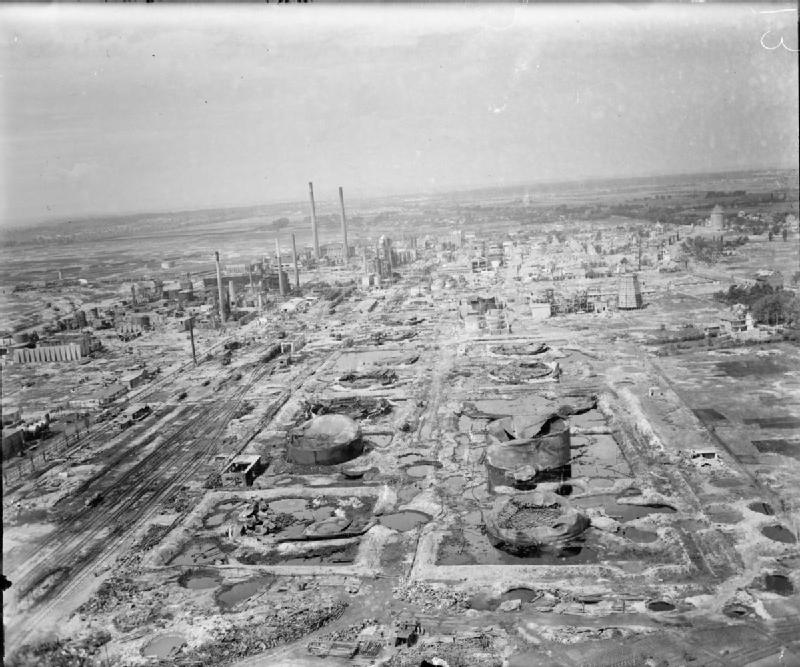
Deurag-Gelände bei Kriegsende

Bei den Luftangriffen auf Hannover war die Erdölraffinerie Deurag-Nerag eines der Hauptziele von alliierten Bombern. Der Stichkanal und der Hafen wurden ebenso wie Teile der Raffinerieanlagen mit Tarnnetzen abgedeckt, um den anfliegenden Flugzeugen die Orientierung zu erschweren. Ab 1940 gab es immer wieder Luftangriffe auf die Deurag-Nerag, die die Anlagen zum Teil für Monate außer Betrieb setzten. Am 24. August 1944 setzten über 300 Bomben die Raffinerie in Brand. 120 Bomben schlugen im Hafengelände ein, drei Schleppkähne wurden dabei versenkt. Am 11. September 1944 erhielt der Hafen noch einmal 170 Treffer, weitere vier Schleppkähne wurden versenkt.
In den 1960er und 1980er Jahren wurde der Kanal umfassend ertüchtigt und die Anlagen teilweise erneuert. Seither können an der Südlände des Misburger Hafens Schiffe mit einer größeren Abladetiefe festmachen.
Am 25. November 2008 wurde bei Ausbaggerarbeiten zur Fahrrinnenvertiefung im Hafen ein Bombenblindgänger aus dem Zweiten Weltkrieg zu Tage gefördert. Dieser wurde mit einem Schleppkahn in den Bereich des Yachthafens gebracht und dort entschärft.
Am 18. März 2009 vernichtete ein Großfeuer eine 100 × 80 m große Wartungshalle der Jungenthal Waggon GmbH auf dem Hafenareal. Trotz eines der größten Feuerwehreinsätze der jüngeren hannoverschen Geschichte entstand ein Schaden von ca. 6 Millionen Euro.

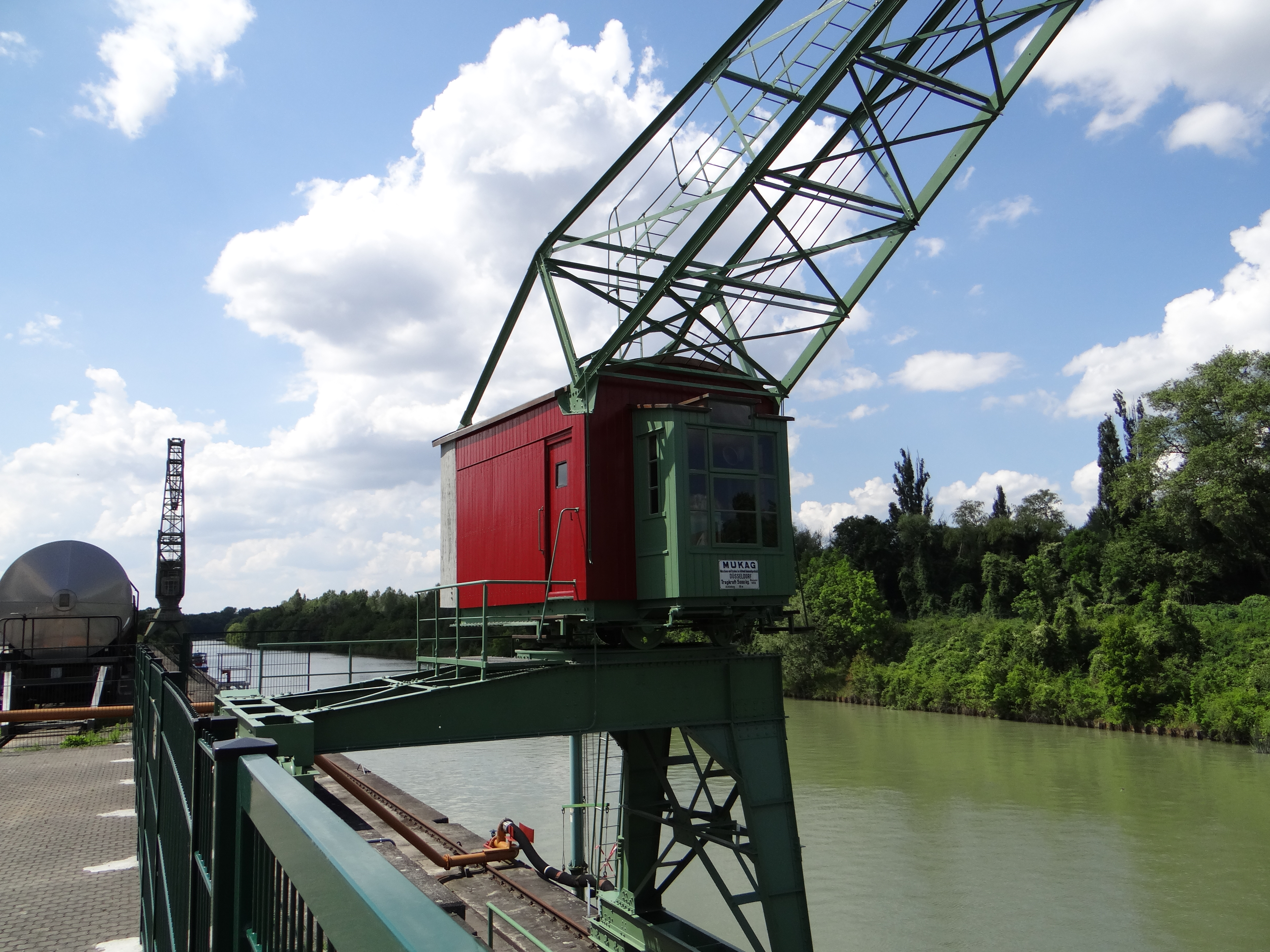
MUKAG-Kran von 1918

Auf dem Hafengelände gab es zwei stillgelegte Kräne aus dem Jahr 1918, die teilweise bis Ende der 1980er Jahre eingesetzt wurden. Seitens der Stadt gab es Überlegungen, aus den beiden maroden Kränen einen Kran wieder aufzubauen und in einer anderen Hafenanlage als Denkmal aufzustellen. Am 7. Juni 2014 wurde die Besichtigungsplattform für das aus einem restaurierten Kran bestehende Denkmal eröffnet.

## Infrastruktur

Hafengelände und Gleisanlagen

Krananlagen am Kai

Die Hafenanlage umfasst derzeit drei Umschlagstellen. Die Lände Süd nimmt etwa 20 ha ein und hat eine Uferlänge von 420 m. Es steht eine gespundete Kailänge von 280 m mit einem DEMAG-Halbportalkran aus den 1950er Jahren zur Verfügung. In dem (kaum bewirtschafteten) Hafenbecken West kann ein Schubverband bis 135 m Länge festmachen und abgefertigt werden. Dort gibt es Pumpen und eine Pipeline. Im Hafenbecken Ost bestehen weitere 270 m Kailänge, die sowohl mit einem überdachten Trockenumschlagplatz, als auch mit einer Kranbrücke und Freilagerflächen ausgestattet sind, um zwei Gütermotorschiffe gleichzeitig abfertigen zu können.
Die Gleislänge der Hafenbahn beträgt 6.840 m. Zwei hafeneigene Diesellokomotiven besorgen den Verschub der Waggons. Der Hafen ist über den Tarifbahnhof Misburg-Hafen an das Gleisnetz der Deutschen Bahn angebunden (Güterumgehungsbahn Hannover). An der Lände Süd führen die Gleise zweizügig bis direkt auf den Pier, am Hafenbecken West müssen 50 m Landweg und am Hafenbecken Ost 100 m Landweg zum Schiff/Schiene-Umschlag überwunden werden.
Im Hafenbereich sind u. a. die Columbian Carbon Deutschland GmbH, Jungenthal Waggon GmbH, VTG-LEHNKERING AG, Quick-Mix Hannover GmbH & Co KG Trockenmörtel (ehemals Tropholit-Edelputz) und  Tönsmeier Entsorgung angesiedelt.

### Betreiber
Betreiber des Hafens ist die Misburger Hafen Gesellschaft mbH (MHG). Diese gehört zur Unternehmensgruppe Hafen Hannover GmbH, die daneben aus dem Eigenbetrieb Städtische Häfen Hannover (SHH) mit den Standorten Lindener Hafen und Nordhafen und der Beteiligungsgesellschaft Hafen Hannover GmbH (Brinker Hafen) besteht. Neben der Stadt Hannover (über die SHH mit 39,66 %) sind an der MHG beteiligt: Die Teutonia Zementwerk AG Hannover (39,66 %), die Erdölraffinerie Deurag-Nerag GmbH Hannover (13,79 %) und die Region Hannover (6,89 %). Neben dem Hafenbetrieb ist die Verwaltung und Nutzung/Vermarktung der hafeneigenen Wasserflächen und Grundstücke für Industrieansiedlungen eine Aufgabe der MHG. Sie ist mit 21 % an der SANDIX Grundstücks-Vermietungsgesellschaft mbH & Co. KG in Düsseldorf beteiligt.

### Wirtschaftliche Entwicklung
Durch die zunehmende Bedeutung des Gütertransportes auf dem Wasser und die günstige Verkehrsanbindung erwirtschaftet die Hafengesellschaft einen Gewinn. Im Jahr 2007 wurde ein Überschuss von 335.000 € erzielt (Vorjahr 2006: 240.000 €).
Entwicklung des Hafenumschlags:
| Jahr | Schiff                  | Eisenbahn                 |
| ---- | ----------------------- | ------------------------- |
| 2006 | 275.700 t               | 267.100 t                 |
| 2007 | 323.779 t (504 Schiffe) | 272.241 t (4.724 Waggons) |
| 2008 | 416.385 t (638 Schiffe) | 245.684 t (4.223 Waggons) |
| 2013 | 390.378 t (543 Schiffe) | 184.078 t                 |

## Verkehr
Gemeindestraßen erschließen alle Hafenteile zur Bundesstraße 65 im Süden und der Bundesstraße 3 im Norden hin. Diese führen weiter zu der nahen Bundesautobahn 2 und der BAB 7. 

ÖPNV-Anbindungen bestehen an der Anderter Straße, die sich in Nord-Süd-Richtung durch das Hafengebiet zieht. Die Personenschifffahrt bedient den Misburger Hafen nicht.

## Weitere Häfen
Weitere Häfen in Hannover sind der:
- Nordhafen, größter Hafen mit der Anbindung des Volkswagenwerks
- Lindener Hafen, mit Umschlaganlage für den kombinierten Verkehr Straße/Schiene
- Brinker Hafen, ältester Hafen Hannovers (in Betrieb seit 1914)

Die vier städtischen Häfen erbrachten 2008 mit rund 90 Mitarbeitern zusammen eine Umschlagleistung von fast 4 Mio. Tonnen.